# Kazimieras Navakas
Kazimieras Navakas, litovski general, * 1894, † 1945.